# Arundel
Arundel è un paese di 3 408 abitanti della contea del West Sussex, in Inghilterra.

## Monumenti e luoghi di interesse
Nei pressi dell'abitato si trova il monumentale castello di Arundel.